# ديفيد ماكينزي
ديفيد ماكينزي (بالإنجليزية: David Mackenzie)‏، مخرج سينمائي وتليفزيوني سكوتلندي، ولد في 10 مايو عام 1966

## أعماله

### الأفلام
- The Last Great Wilderness (2002)
- Young Adam (2003)
- Asylum (2005)
- Hallam Foe (2007)
- Spread (2009)
- شعور مثالي (2011)
- You Instead (2011)
- Starred Up (2013)
- مهما كلف الامر (فيلم) (2016)
- الملك الخارج على القانون (فيلم) (2018)

### المسلسلات
- Damnation (2017)

### أفلام قصيرة
- Dirty Diamonds (1994)
- California Sunshine (1997)
- Somersault (2000)
- Marcie's Dowry (2000)

## روابط خارجية
ديفيد ماكينزي على موقع IMDb (الإنجليزية)
- ديفيد ماكينزي على موقع قاعدة بيانات الأفلام العربية
- ديفيد ماكينزي على موقع ألو سيني (الفرنسية)
- ديفيد ماكينزي على موقع ميوزك برينز (الإنجليزية)
- ديفيد ماكينزي على موقع أول موفي (الإنجليزية)
- ديفيد ماكينزي على موقع قاعدة بيانات الأفلام السويدية (السويدية)
- ديفيد ماكينزي على موقع قاعدة بيانات الفيلم (الإنجليزية)
- ديفيد ماكينزي على موقع كينوبويسك (الروسية)